# Monte Kitten
Il monte Kitten (noto anche come monte Mao'er; 猫儿山S, Māo'ér ShānP) è una montagna alta 2142 metri s.l.m. e situata al confine delle contee Ziyuan e Xing'an, nella regione autonoma del Guangxi (Repubblica popolare di Cina). Si trova a circa 80 km. dalla prefettura di Guilin.

## Descrizione
La vetta fa parte dei monti Yuecheng, a loro volta parte della catena montuosa dei monti Nanling, e risale  Neoproterozoico, da 1.000 to 541 milioni di anni addietro. Il monte Kitten è la più elevata vetta del Guangxi e una riserva naturale a livello nazionale.

### Incidente aereo della seconda guerra mondiale
L'11 agosto 1944 un Consolidated B-24 Liberator dell'United States Army Air Corps andò a schiantarsi sul monte
Kitten dopo un bombardamento su navi da guerra giapponesi al largo di Taiwan. I dieci uomini dell'equipaggio vennero considerati missing in action per 52 anni fino a quando i resti dell'aeromobile vennero scoperti nel 1996 da due giovani del luogo che cercavano erbe medicinali.